# 최치용
최치용(1970년 8월 19일 ~)은 OB 베어스의 전 야구 선수다.

## 등번호
- 12 (1990)
- 13 (1991)

## 출신 학교
- 배명고등학교
- 계명대학교

## 같이 보기
- 1990년 OB 베어스 시즌